# Phalange Hackney
La Phalange Hackney est un groupe de conservateurs de la Haute Église, défenseurs de l'orthodoxie anglicane, proéminent pendant environ 25 ans à partir de 1805. Il se compose à la fois de membres du clergé et de laïcs et remplissent bon nombre des postes les plus élevés de l'Église d'Angleterre de l'époque. La Phalange, également appelée la secte Clapton par analogie avec les évangéliques de la Secte de Clapham  sont des réformateurs actifs au sein de leurs croyances théologiques communes, et contrôlent le British Critic. L'un des dirigeants de la Phalange, Henry Handley Norris, est particulièrement influent dans les nominations à l'église faites par le comte de Liverpool .

## Le noyau Hackney
Le groupe central de la Phalange Hackney, qui suggère l'association géographique avec l'arrondissement de Hackney alors à l'est de l'agglomération londonienne, est composé de Henry Handley Norris, du laïc Joshua Watson et de son frère prêtre John Watson. Ils sont actifs dans le domaine de l'éducation, visant à contrer les écoles mises en place sur le schéma de Joseph Lancaster. Joshua Watson et Norris achètent le British Critic en 1811. Ils influencent également la fondation en 1818 du Christian Remembrancer, un autre journal de la Haute Église . Norris affronte Robert Aspland (en) et William Dealtry dans la première controverse sur la British and Foreign Bible Society et projette une société biblique distincte pour Hackney .
Le contexte de Hackney au cours des deux premières décennies du XIXe siècle est celui d'une zone qui, en tant que banlieue de Londres, compte des familles riches, mais aussi une vie intellectuelle et religieuse non conformiste active, en particulier des unitariens. Le Hackney New College et le Homerton College se disputent le terrain avec les anglicans orthodoxes. La Phalange, entre autres activités, construit de nouvelles églises anglicanes. Théologiquement, ils se tournent vers William Jones de Nayland .

## Les associations
Les associés de la Phalange forment un groupe beaucoup plus large. Ils comprennent une génération d'aumôniers de Charles Manners-Sutton, qui est un mécène important : Christopher Wordsworth, George D'Oyly et John Lonsdale, avec les hauts ecclésiastiques George Cambridge, Charles Lloyd (évêque) et Richard Mant. Francis Warre-Cornish indique comme sympathisants John Bowles (en), hommes d'église en plus de Cambridge et Wordsworth, et les juges John Taylor Coleridge (en), John Patteson (en), John Richardson (juge) (en) et Nicholas Conyngham Tindal .
Il y a un chevauchement significatif avec les premiers membres du Club of Nobody's Friends, un club de repas fondé en 1801 par William Stevens .